# 謝里敦縣 (內布拉斯加州)
謝里敦縣（英語：Sheridan County）是美国內布拉斯加州西北部的一個縣，北鄰南达科他州，面積6,397平方公里。根據2020年美國人口普查，共有人口5,127人。縣治拉什維爾（Rushville）。該縣成立於1885年，縣名紀念南北战争將領菲利普·谢里登。